# Vincenzo Galilei

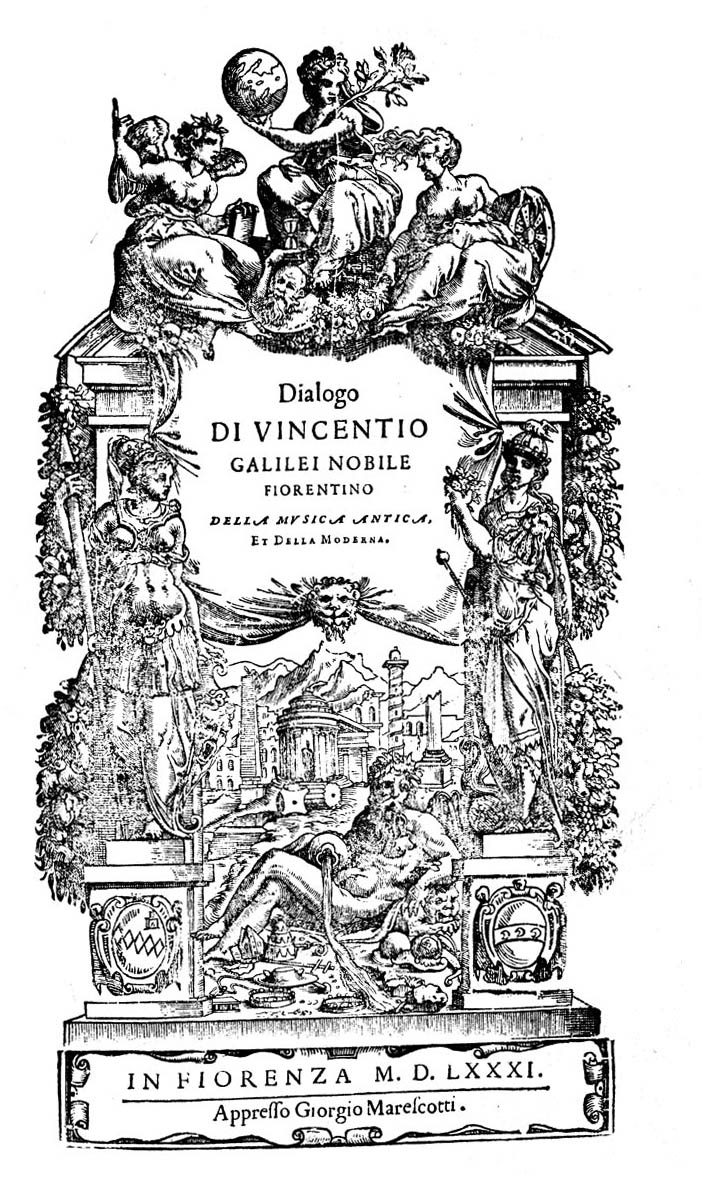
Della musica antica et della moderna, 1581

Vincenzo Galilei (Santa Maria a Monte, 1520 körül – Firenze, 1591. július 2.) olasz zeneszerző, lantjátékos, énekes és zenetudós. Galileo Galilei és a szintén zenész Michelagnolo Galilei apja.

## Élete és munkássága
1520 körül a Pisától nem messze fekvő Santa Maria a Montében született. A következő biztos adat róla, hogy 1562-ben Pisában megházasodott, elvette Giulia degli Ammannatit. A következő évben, már mint híres lantos találkozott Velencében a század legjelentősebb zeneteoretikusával, Giovanni de’Bardival, akitől nagyon sok mindent volt alkalma elsajátítani.
A következő évben Pisában megszületett hat gyermeke közül az első, Galileo. 1572-ben Rómában találkozott Girolamo Mei firenzei humanistíával, aki a régi görög zenével foglalkozott. Vincenzót érdekelte a téma, és hamarosan Firenzébe utazott, ahol a Bardi-féle firenzei Camerata tagja lett. Hamarosan a társulat legjelentősebb teoretikusává nőtte ki magát. Két év múlva felesége és gyerekei is követték a zenészt Firenzébe, ahol végleg letelepedtek. Vincenzo ekkor már több lantművet és zeneelméleti munkát is publikált. 1591-ben halt meg családja körében, Firenzében.
1581-ben adta ki legjelentősebb elméleti munkáját Dialogo della musica antica et della moderna címmel. A kötet egy fiktív dialógus, amelyben a Camerata két jelentős tagja, Giovanni de’Bardi nemesember és Piero Strozzi zeneszerző beszélget. A beszélgető partnerek a görög hagyományra hivatkozva ellenzik a szöveg értelmét széttördelő polifóniát, a szövegek azon megzenésítései formáját tartják helyesnek, amely az egyes mondatok értelméhez igazodik. Ezzel a könyv a monodia stílusának kiáltványa lett. Vincenzo ezenkívül foglalkozott művében a hangolás problémájával, a modusokkal, a korabeli hangszeres zenével. Az egyházi hangnemekről azt tartotta, hogy azok az antik hagyományok meghamisításai, ezért elvetette őket. A kötethez függelékként csatolta Meszomedész három himnuszát is. A darabok az ókori zene első újkori közreadásai.
Lantművei mellett számos madrigált is komponált énekhangra, lant kísérettel. Igaz, ezen darabok nagy része más szerzők (Palestrina, Lassus stb.) darabjainak az átdolgozásai pszeudo-monodikuis stílusba. A művek a korabeli vokális zenének valószínűleg széles körben elterjedt szólisztikus-lantkíséretes előadásáról fennmaradt csekély számú dokumentumok közé tartoznak.
Vincenzo Galilei legnagyobb érdeme abban állt, hogy elméleti munkásságával előkészítette a talajt a kora barokk zene számára, még akkor is, ha műveivel még a késő reneszánsz stílusát képviselte elsősorban.

## Fordítás
- Ez a szócikk részben vagy egészben  a   Vincenzo Galilei című francia Wikipédia-szócikk ezen változatának fordításán alapul.  Az eredeti cikk szerkesztőit annak laptörténete sorolja fel. Ez a jelzés csupán a megfogalmazás eredetét és a szerzői jogokat jelzi, nem szolgál a cikkben szereplő információk forrásmegjelöléseként.

1. 1 2  International Music Score Library Project. International Music Score Library Project . (Hozzáférés: 2017. október 9.)
2. ↑  Francia Nemzeti Könyvtár: BnF-források (francia nyelven). (Hozzáférés: 2015. október 10.)
3. ↑  SNAC (angol nyelven). (Hozzáférés: 2017. október 9.)
4. ↑  Dizionario Biografico degli Italiani (olasz nyelven), 1960 (Hozzáférés: 2017. október 9.)
5. ↑  Discogs (angol nyelven). Discogs . (Hozzáférés: 2017. október 9.)
6. ↑  Find a Grave (angol nyelven). Find a Grave . (Hozzáférés: 2019. augusztus 29.)